# USS Turkey (AM-13)
USS Turkey (AM-13) trałowiec typu Lapwing służący w United States Navy w okresie I wojny światowej i II wojny światowej.
Stępkę jednostki położono 19 sierpnia 1917 w stoczni  Chester Shipbuilding Co. w Chester. Okręt zwodowano 30 kwietnia 1918, matką chrzestną była pani W. T. Smith. Jednostka weszła do służby 13 grudnia 1918, pierwszym dowódcą został Lt. John H. McDonald.
Po I wojnie światowej m.in. oczyszczał wody Morza Północnego. W tym czasie w jego pobliżu eksplodowała mina.
W okresie międzywojennym 15 lat spędził w rezerwie.
W czasie II wojny światowej pełnił służbę na Pacyfiku.
Wycofany ze służby 6 listopada 1945. Skreślony z listy 28 listopada 1945. Sprzedany 30 grudnia 1946.